# Narysov
Narysov (en allemand : Nahorschan) est une commune du district de Příbram, dans la région de Bohême-Centrale, en République tchèque. Sa population s'élevait à 266 habitants en 2018.

## Géographie
Narysov se trouve à 9 km au nord-est de Rožmitál pod Třemšínem, à 19 km au sud-ouest de Příbram et à 59 km au sud-ouest de Prague.
La commune est limitée par Bohutín au nord-ouest et au nord, par Příbram à l'est, par Třebsko au sud et par Vysoká u Příbramě à l'ouest.

## Histoire
La première mention écrite de la localité date de 1379.

## Transports
Par la route, Narysov se trouve à 14 km de Rožmitál pod Třemšínem, à 19 km de Příbram et à 67 km de Prague.